# Ligornetto
Ligornetto is een plaats en voormalige gemeente in het Zwitserse kanton Ticino, en maakt deel uit van het district Mendrisio.
Ligornetto telt 1604 inwoners. Op 14 april 2013 werd Ligornetto opgenomen in de gemeente Mendrisio.